# Cezar Kunikow
Cezar Lwowicz Kunikow (ros. Цезарь Львович Куников, ur. 10 czerwca?/23 czerwca 1909 w Rostowie nad Donem, zm. 14 lutego 1943 w Gelendżyku) – radziecki oficer piechoty morskiej, major, Bohater Związku Radzieckiego (1943).

## Życiorys
Urodził się w rodzinie żydowskiej. Od 1918 mieszkał w Jessentukach, od 1920 w Baku, 1924-1925 w Makiejewce, później w Moskwie, gdzie pracował w fabryce jako ślusarz i tokarz. W 1928 wstąpił do Wyższej Szkoły Wojskowo-Morskiej w Leningradzie, przerwał naukę z powodu ciężkiej choroby, później pracował jako mechanik w marynarce wojennej. W 1930 wrócił do Moskwy, kierował sektorem moskiewskiego komitetu Komsomołu, w 1935 ukończył Moskiewską Akademię Przemysłową i Moskiewski Instytut Inżynieryjny, później pracował jako technolog w zakładzie budowy maszyn, w 1939 był dyrektorem Centralnego Instytutu Naukowo-Badawczego Technologii Budowy Maszyn, potem redaktorem odpowiedzialnym gazety „Maszynostrojenije”. 
Od 25 lipca 1941 służył w Marynarce Wojennej ZSRR, od września 1941 uczestniczył w wojnie z Niemcami w składzie 18 Armii Frontu Południowego, w październiku 1941 został dowódcą dywizjonu, brał udział w obronie Kerczu, Tiemriuka i Noworosyjska, walczył również pod Rostowem. W lipcu 1942 objął dowództwo 305 Samodzielnego Batalionu Piechoty Morskiej Floty Czarnomorskiej, a w sierpniu 1942 dowództwo oddziału specjalnego przeznaczenia Noworosyjskiej Wojskowo-Morskiej Bazy Floty Czarnomorskiej. W nocy na 4 lutego 1943 dowodził operacją desantową oddziału marynarzy na tzw. małą ziemię w rejonie Noworosyjska; oddział odparł 18 ataków przeciwnika, zniszczył wiele broni i sprzętu i zadał mu duże straty w ludziach. 12 lutego w trakcie walk został ciężko ranny i trafił do szpitala w Gelendżyku, gdzie dwa dni później zmarł. 
W Azowie postawiono jego popiersie. Jego imieniem nazwano plac w Moskwie, rosyjski okręt desantowy (zatopiony w 2024 roku w rocznicę śmierci patrona), szkoły w Rostowie nad Donem, Noworosyjsku, Tuapse i Azowie, ulicę w Rostowie nad Donem i prospekt w Noworosyjsku.

## Odznaczenia
- Złota Gwiazda Bohatera Związku Radzieckiego (pośmiertnie, 17 kwietnia 1943[1])
- Order Lenina (pośmiertnie, 17 kwietnia 1943)
- Order Czerwonego Sztandaru (4 marca 1943)
- Order Aleksandra Newskiego (7 kwietnia 1943)
- Medal „Za pracowniczą wybitność” (16 kwietnia 1939)